# 李盈莹
李盈莹（2000年2月19日—），黑龙江齊齊哈爾人，中國女子排球運動員，亦為中國國家女子排球隊成員，身高1米92，場上位置主攻。現時效力天津渤海銀行女排。

## 运动生涯
李盈莹在9岁就被天津女排主帅王宝泉相中，成为这支中國女排聯賽劲旅后备梯队中一名重点培养的选手。2015年，新一届U18国少女排由来自8个俱乐部的19名球员组成，李盈莹是其中之一，国少女排主教练沈芒对李盈莹评价是技术能力非常全面，正是因为她是一名左撇子球员。其後出戰2015年U18女排世界錦標賽，賽後被評選為最佳主攻殊榮。2016年，年僅16歲的李盈莹接到了中国女排的征召，前往北京接受短期集训。

### 聯賽及俱樂部賽事
在2016-17賽季的中國女排聯賽中作為天津女排的後備球員，上場時間不多。
2017-18赛季中國女排超級聯賽是李盈莹首个主打的赛季，在一场主场对阵上海女排的比赛中，李盈莹五局比赛砍下45分，打破了朱婷在2013-14赛季创造的單場43分纪录。而本賽季李盈莹總得分超越800分，先後創下兩個新紀錄，是中國女排聯賽自舉辦以來，首位在單賽季總得分獲得超過700分及800分的球員，最終帶領天津女排再奪聯賽冠軍。其後更榮獲本賽季的最有價值球員（MVP），因而被視為中國女排又一潛力新星。
在之後的賽季，李盈莹繼續作為天津女排的得分主力，帶領隊伍再奪多次聯賽冠軍。在2019-20賽季起，連續四個賽季奪得中国女子排球超级联赛的最佳主攻，並在2021-22及2022-23賽季再度獲得聯賽的最有價值球員（MVP）。
在2023-24賽季，天津女排在外援因傷缺席大部分比賽下，李盈莹再度挑起重擔，帶領全華班的天津女排蟬聯冠軍，她個人也奪得第四座最有價值球員，再次打破聯賽紀錄，同时在2023年世界女排俱乐部锦标赛中带领全華班的天津女排获得季軍，复仇2019年并创下球队征战世俱杯的最好成绩（也打平了亚洲球队的最佳战绩）的同时，她個人也獲得赛事的最佳主攻。
在2024年世界女排俱乐部锦标赛，天津女排連續第二年代表中國球隊出戰，並在此屆比賽成功打入決賽，雖然最後落敗獲得亞軍，但也再次打破紀錄，成為首支亞洲球隊打入決賽。李盈莹繼續作為天津女排的主要得分點，其後再次獲得最佳主攻。

### 國家隊
中国排协在2018年3月26日公布了国家女排2018年第二批集训运动员名单，联赛中表现优异且當時年僅18歲的李盈莹首次正式入選，成為國家隊培養球員之一，並且身披12號球衣。之後在國家隊參加大賽並主要擔當替補角色，例如同年舉行的世界女排聯賽、亞運會及世界女排錦標賽，表現可圈可點。
2019年，入選2019年世界盃女子排球賽中國女排14人名單，主要擔當替補角色。
2021年，順利入選東京奧運會中國女排12人名單，表現穩定，尤其在朱婷因傷缺席大部分比賽成功撐起主攻綫。
2022年世界女排聯賽，國家隊在主攻位置上出現比較大的變動，李盈莹開始以主力球員身份主打。在開賽前被國際排聯推薦為2022年世界男排及女排联赛「值得关注的十大新星」之一。她在進攻端表現出色，尤其在陣中的主攻綫較弱的情況下，承擔了隊內大部分的進攻，是隊中的主要得分點。另外，在一傳、防守方面都比在初入選國家隊時有顯著的進步。其後在2022年世界女排錦標賽，李盈莹仍然表現穩定，其中在最佳得分排名第六、最佳一傳排名第三。
2023年世界女排聯賽，李盈莹漸趨成熟，穩坐國家隊絕對主力的她在本賽季世界女排聯賽預賽結束後，她在最佳得分排名第二、最佳進攻排名第一、最佳一傳排名第三。憑其出色表現，帶領國家隊首次殺入世界女排聯賽冠軍賽，球隊最終只奪得亞軍，但已經是中國女排參加此項賽事以來的最好成績。其後她入選最佳陣容，並獲得「最佳主攻」殊榮，是她成年後首個世界大賽的個人獎項。整個世界聯賽結束後，李盈莹总得分291分排名第二（扣球262、拦网15、发球14）。而扣球成功率49.81%，在最佳扣球榜上排在所有球員的第一位。
2024年6月29日，中國排協正式公布2024年巴黎奧運會中國女排代表隊的12+1名單，李盈莹順利入選，第二度參加奧運會。

## 獎項

### 個人榮譽
- 2014年U17女排亞洲錦標賽：最佳副攻
- 2015年U18女排世界錦標賽：最佳主攻

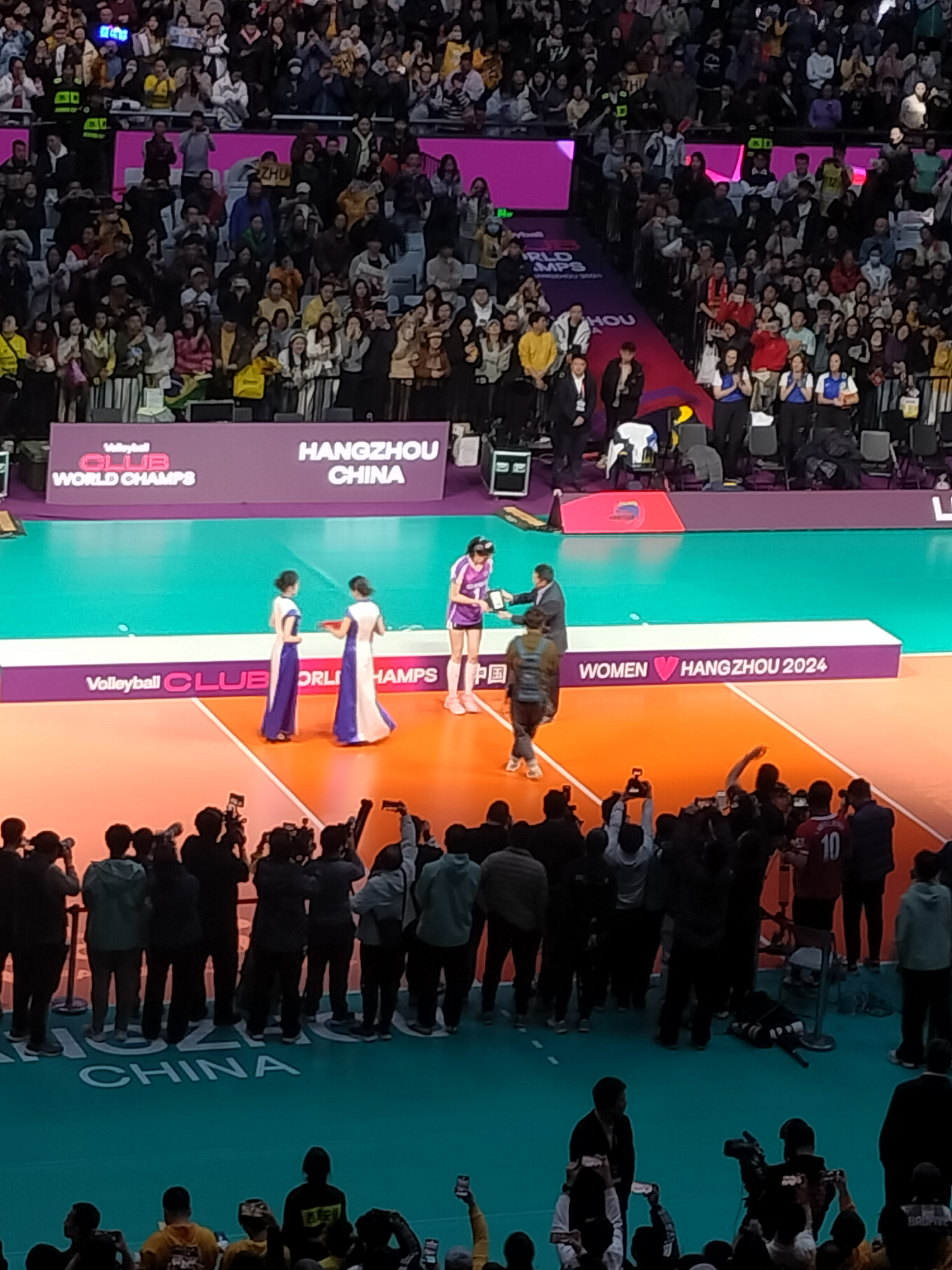
2024年世界女排俱樂部錦標賽最佳主攻

- 2017-2018賽季中國女子排球超級联赛：MVP（最有價值球員）
- 2019年亞洲女子排球俱樂部錦標賽：MVP（最有價值球員）
- 2019年亞洲女子排球俱樂部錦標賽：最佳主攻
- 2019-2020賽季中國女子排球超級聯賽：最佳主攻
- 2020-2021賽季中國女子排球超級聯賽：最佳主攻
- 2021-2022賽季中國女子排球超級聯賽：MVP（最有價值球員）
- 2021-2022賽季中國女子排球超級聯賽：最佳主攻
- 2022-2023賽季中國女子排球超級聯賽：MVP（最有價值球員）
- 2022-2023賽季中國女子排球超級聯賽：最佳主攻
- 2022-2023賽季中國女子排球超級聯賽：最具人气球員
- 2023年世界女排聯賽：最佳主攻
- 2023年世界女排俱樂部錦標賽：最佳主攻
- 2023-2024賽季中國女子排球超級聯賽：MVP（最有價值球員）
- 2023-2024賽季中國女子排球超級聯賽：最佳主攻
- 2024年世界女排俱樂部錦標賽：最佳主攻
- 2024-2025賽季中國女子排球超級聯賽：最佳主攻

### 俱樂部
- 2016-2017赛季中国女子排球联赛： - 铜牌（天津渤海銀行女排）
- 2017第十三屆 中華人民共和國全國運動會(U21)： - 金牌（天津渤海银行女排）
- 2017-2018赛季中国女子排球超級联赛： - 金牌（天津渤海銀行女排）
- 2018-2019賽季中国女子排球超级联赛： - 銀牌（天津渤海银行女排）
- 2019年亞洲女子排球俱樂部錦標賽：- 金牌（天津渤海銀行女排）
- 2019年武漢軍運會： - 銀牌（八一女排）
- 2019-2020賽季中国女子排球超级联赛： - 金牌（天津渤海银行女排）
- 2020-2021賽季中国女子排球超级联赛： - 金牌（天津渤海银行女排）
- 2021年第十四屆 中華人民共和國全國運動會： - 金牌（天津渤海银行女排）
- 2021-2022賽季中国女子排球超级联赛： - 金牌（天津渤海银行女排）
- 2022-2023賽季中国女子排球超级联赛： - 金牌（天津渤海银行女排）
- 2023年世界女排俱樂部錦標賽： - 铜牌（天津渤海銀行女排）
- 2023-2024賽季中国女子排球超级联赛： - 金牌（天津渤海银行女排）
- 2024年世界女排俱樂部錦標賽： - 銀牌（天津渤海銀行女排）

### 國家隊
- 2014年U17女排亞洲錦標賽： - 铜牌
- 2015年U18女排世界錦標賽: ： - 铜牌
- 2018年世界女排聯賽： - 銅牌
- 2018年亞洲運動會排球比賽： - 金牌
- 2018年世界女排锦标赛:  - 銅牌
- 2019年女排世界杯： - 金牌
- 2023年世界女排聯賽： - 銀牌
- 2022年亞洲運動會排球比賽： - 金牌